# جوني غافين
جوني غافين (بالإنجليزية: Johnny Gavin)‏ (20 أبريل 1928 بليمريك في جمهورية أيرلندا - 20 سبتمبر 2007) هو لاعب كرة قدم أيرلندي في مركز جناح ‏. شارك مع منتخب جمهورية أيرلندا لكرة القدم. أما مع النوادي، فقد لعب مع توتنهام هوتسبير وكريستال بالاس ونادي واتفورد ونادي يميريك ونورويتش سيتي ونادي كامبريدج ستي وFulbourn Institute F.C. ‏ وNewmarket Town F.C. ‏.

## وصلات خارجية
- جوني غافين على موقع قاعدة بيانات كرة القدم.إي يو (الإنجليزية)